# Can't Put It in the Hands of Fate
"Can't Put It in the Hands of Fate" é uma canção do cantor americano Stevie Wonder com a participação dos rappers: Rapsody, Cordae, Chika e Busta Rhymes. Foi lançada em 13 de outubro de 2020 após um hiato de onze anos sem lançar músicas autorais.

## Antecendentes
Wonder deu uma entrevista coletiva virtual em 13 de outubro, durante a qual disse: “Vou fazer algo hoje que nunca fiz antes.” e fez três anúncios importantes. Anunciou que rompeu com a gravadora Motown, que estava abrindo sua própria gravadora, "So What The Fuss Music" e que estaria lançando duas novas canções.[carece de fontes?]

## Lançamento
"Can't Put It in the Hands of Fate" foi lançada simultaneamente com "Where Is Our Love Song" em 13 de Outubro de 2020 para comemorar o aniversário de 36 anos de seu filho Mumtaz Morris.

## Composição
"Can't Put It in the Hands of Fate" é uma canção de protesto e fala sobre o racismo estrutural com referência ao movimento Black Lives Matter e aos protestos após as mortes de George Floyd, Breonna Taylor e muitos outros negros americanos mortos pela polícia.
Wonder disse que inicialmente era uma música sobre um relacionamento, então ele atualizou a letra depois de “pensar sobre onde nós (estamos) no mundo e como este é o mais importante tempo".
E durante a  coletiva virtual declarou:
| “ | A mudança é agora mesmo. Não podemos colocá-lo nas mãos do destino. Ninguém tem tempo para esperar. Não podemos colocar nas mãos do destino encontrar uma cura para este vírus terrível. Temos que ficar de joelhos e orar ou o que quer que você faça. Quero que todos estejam bem. Eu não me importo com sua cor porque, na verdade, eu não vejo sua cor. Você vê a cor, não aja como se não visse a cor, você vê. Mas não vejo sua cor visual. Mas eu sinto sua alma. Eu sinto seu espírito. Eu vejo a cor do seu espírito e alma, e estou vendo muitos espíritos e almas que não são sobre o amor que devemos ter e sentir um pelo outro. | ” |

## Faixas e formatos
| Download Digital |                                                                                             |         |  |
| N.º              | Título                                                                                      | Duração |  |
| 1.               | "Can't Put It in the Hands of Fate" (participação de Rapsody, Cordae, Chika e Busta Rhymes) | 6:42    |  |

## Histórico de lançamento
| País  | Data                  | Formato                     | Gravadora                                |
| ----- | --------------------- | --------------------------- | ---------------------------------------- |
| Mundo | 13 de Outubro de 2020 | Download digital, streaming | So What The Fuss Music, Republic Records |